# マックスフリート
マックスフリート（欧字名:Max Fleet、1987年4月11日 - 2007年3月21日）は、日本の競走馬、繁殖牝馬。笠松競馬で活躍し、重賞7勝を挙げた。主戦騎手は井上孝彦、のちに安藤勝己。
「東海の名牝」、「女オグリキャップ」、「東海史上最強牝馬」などの異名を持つ。
半弟に、ダービーグランプリ（GI）、オグリキャップ記念（GII）を制したナリタホマレ（父オースミシャダイ）などがいる。

## 経歴

### 出生
1987年4月11日、北海道新冠町のヒカル牧場にて生まれる。当歳時からボス気質があり、気性も荒く、削蹄師はマックスフリートのデビュー前に一度も削蹄することができなかったという。その後、競走馬としてのデビューが近くなった頃になってもマックスフリートには購入者が現れず、ヒカル牧場の代表者である吉田忠夫は自身の所有馬としてデビューさせることも検討した。しかしある日、笠松競馬場の調教師・荒川友司とのちにこの馬を所有することになる松田三芳が牧場を訪問。牧場の馬を見学し一度帰ったのち、その夜に再度牧場を訪問し、荒川・松田の両氏が頭を下げてマックスフリートの購入を懇願。吉田はこれを承諾し、ようやくデビューとなった。

### 競走馬時代
笠松の荒井厩舎に所属し、1989年6月14日にデビューするもここでは2着に敗れた。続く2戦目も7着に敗れたが、3戦目より3連勝、12月13日のプリンセス特別2着を経て12月29日のジュニアグランプリを制し重賞初制覇を果たした。
翌1990年も初戦のゴールドジュニアを制し、このレースを含む6連勝で東海ダービーへ1番人気で挑んだ。しかし、デビュー戦でも敗れたエスエムグレートにクビ差屈した。だが勢いは衰えず、続く岐阜王冠賞、ゴールド争覇と重賞を連勝。芝初挑戦となるターフチャンピオンシップでは内ラチへぶつかるというアクシデントもあり5着に敗れたが、この後は東海菊花賞など重賞を3連勝しこの年を終えた。ダート戦に限れば1度も連対を外さなかった年であった。
1991年は帝王賞より始動したが、JRAの強豪には及ばず13頭中9着と惨敗、その後6ヶ月の休養を経て東海クラウンを3着、1着とし連覇のかかる全日本サラブレッドカップへ出走したが故障により競走中止。このレースを最後に現役を引退した。
現役中は、自身と同じく地方競馬で名を挙げていた牝馬ロジータと並べられ、「東のロジータ、西のマックスフリート」とも呼ばれたが、両馬の対決は実現することはなかった。

### 引退後
引退後は生まれ故郷のヒカル牧場で繁殖牝馬となった。1997年産のミラクルオペラが2001年のマーキュリーカップを制し産駒の重賞初制覇を果たし、さらに白山大賞典も連勝。またジャパンカップダート3着、帝王賞2着とGI級競走でも好走した。
2007年3月21日、ダージーとの仔を出産後に死亡。20歳没。

## 年度別競走成績
- 1989年（7戦4勝）
  - ジュニアグランプリ 1着
- 1990年（12戦10勝）
  - ゴールドジュニア 1着
  - 新緑賞 1着
  - 東海ダービー 2着
  - 東海菊花賞 1着
  - 岐阜王冠賞 1着
  - ゴールド争覇 1着
  - 全日本サラブレッドカップ 1着
- 1991年（4戦1勝）

## 繁殖成績
初仔ナイスホーマの産駒に、笠松競馬の重賞サラ・プリンセス特別を勝ったトキノホーマがいる。また、7番仔グリーンヒルマックの産駒に全日本2歳優駿（JpnI）を制したビッグロマンス、中日新聞杯などGIII3勝を挙げたサンライズマックス、岩手競馬で重賞3勝を挙げたコウセンがいる。
|        | 馬名                       | 誕生年 | 性 | 毛色 | 父                 | 厩舎                                                                           | 馬主                         | 戦績・備考                                           | 出典   |
| ------ | -------------------------- | ------ | -- | ---- | ------------------ | ------------------------------------------------------------------------------ | ---------------------------- | ---------------------------------------------------- | ------ |
| 初仔   | ナイスホーマ               | 1993年 | 牝 | 芦毛 | モガンボ           | 北海道・原孝明 →高崎・澁谷武久 →北海道・成田春男 →笠松・柳江俊明 →船橋・松代眞 | 伊藤昭次                     | 37戦7勝（引退・繁殖）                                | [ 6 ]  |
| 2番仔  | ティーレックス             | 1994年 | 牝 | 芦毛 | ゴライタス         | 北海道・原孝明 →栗東・領家政蔵 →高知・大関吉明                                 | 西森鶴                       | 14戦4勝（引退・繁殖）                                | [ 7 ]  |
| 3番仔  | マルタカマックス           | 1995年 | 牡 | 鹿毛 | ナスルエルアラブ   | 栗東・西浦勝一 →美浦・加賀武見 →名古屋・新山廣道                               | 高橋義和                     | 46戦1勝（引退）                                      | [ 8 ]  |
| 4番仔  | ホホエミガエシ             | 1996年 | 牝 | 芦毛 | マルゼンスキー     | 栗東・領家政蔵 →高知・別府真司                                                 | 西森鶴                       | 9戦2勝（引退・繁殖）                                 | [ 9 ]  |
| 5番仔  | ミラクルオペラ             | 1997年 | 牡 | 芦毛 | オペラハウス       | 栗東・領家政蔵                                                                 | 西森鶴                       | 20戦7勝（マーキュリーC、白山大賞典優勝、現役中死亡） | [ 10 ] |
| 6番仔  | ディープインサイド         | 1998年 | 牡 | 鹿毛 | ナリタブライアン   | 栗東・領家政蔵                                                                 | 西森鶴                       | 24戦4勝（引退）                                      | [ 11 ] |
| 7番仔  | グリーンヒルマック         | 1999年 | 牝 | 鹿毛 | ダンシングブレーヴ | 栗東・領家政蔵                                                                 | 西村専次                     | 13戦0勝（引退・繁殖）                                | [ 12 ] |
| 8番仔  | （マツクスフリートの2001） | 2001年 | 牡 | 鹿毛 | オース             |                                                                                |                              | （未出走）                                           | [ 13 ] |
| 9番仔  | ピュアドリーム             | 2002年 | 牝 | 芦毛 | オース             | 栗東・柴田光陽 →北海道・楠克美                                                 | ローレルレーシング →吉田忠夫 | 23戦1勝（引退・繁殖）                                | [ 14 ] |
| 10番仔 | マックスオペラ             | 2003年 | 牡 | 鹿毛 | オペラハウス       | 北海道・原孝明 →金沢・藤木一男                                                 | 高樽秀夫 →中川信幸           | 14戦1勝（引退）                                      | [ 15 ] |
| 11番仔 | オウシュウフリート         | 2005年 | 牝 | 鹿毛 | コロナドズクエスト | 栗東・領家政蔵 →水沢・酒井仁                                                   | 西村専次                     | 1戦0勝（引退・繁殖）                                 | [ 16 ] |
| 12番仔 | スーパーアイ               | 2007年 | 牝 | 芦毛 | ダージー           | 笠松・小森勝政                                                                 | （株）アグリ                 | 59戦0勝（引退）                                      | [ 17 ] |

## 血統表
| マックスフリートの血統ネイティヴダンサー系 / Nasrullah4×4=12.50% | マックスフリートの血統ネイティヴダンサー系 / Nasrullah4×4=12.50% | マックスフリートの血統ネイティヴダンサー系 / Nasrullah4×4=12.50% | （血統表の出典）    | （血統表の出典） |
| 父 *ダンサーズイメージ 1965 Dancer's Image 芦毛                  | 父の父Native Dancer 1950 芦毛                                    | Polynesian                                                       | Unbreakable         | Unbreakable      |
| 父 *ダンサーズイメージ 1965 Dancer's Image 芦毛                  | 父の父Native Dancer 1950 芦毛                                    | Polynesian                                                       | Black Polly         |                  |
| 父 *ダンサーズイメージ 1965 Dancer's Image 芦毛                  | 父の父Native Dancer 1950 芦毛                                    | Geisha                                                           | Discovery           | Discovery        |
| 父 *ダンサーズイメージ 1965 Dancer's Image 芦毛                  | 父の父Native Dancer 1950 芦毛                                    | Geisha                                                           | Miyako              |                  |
| 父 *ダンサーズイメージ 1965 Dancer's Image 芦毛                  | 父の母Noors Image 1953 鹿毛                                      | Noor                                                             | Nasrullah           | Nasrullah        |
| 父 *ダンサーズイメージ 1965 Dancer's Image 芦毛                  | 父の母Noors Image 1953 鹿毛                                      | Noor                                                             | Queen of Baghdad    |                  |
| 父 *ダンサーズイメージ 1965 Dancer's Image 芦毛                  | 父の母Noors Image 1953 鹿毛                                      | Little Sphinx                                                    | Challenger          | Challenger       |
| 父 *ダンサーズイメージ 1965 Dancer's Image 芦毛                  | 父の母Noors Image 1953 鹿毛                                      | Little Sphinx                                                    | Khara               |                  |
| 母 ヒカリホマレ 1980 鹿毛                                        | 母の父*テスコボーイ Tesco Boy 1963 黒鹿毛                        | Princely Gift                                                    | Nasrullah           | Nasrullah        |
| 母 ヒカリホマレ 1980 鹿毛                                        | 母の父*テスコボーイ Tesco Boy 1963 黒鹿毛                        | Princely Gift                                                    | Blue Gem            |                  |
| 母 ヒカリホマレ 1980 鹿毛                                        | 母の父*テスコボーイ Tesco Boy 1963 黒鹿毛                        | Suncourt                                                         | Hyperion            | Hyperion         |
| 母 ヒカリホマレ 1980 鹿毛                                        | 母の父*テスコボーイ Tesco Boy 1963 黒鹿毛                        | Suncourt                                                         | Inquisition         |                  |
| 母 ヒカリホマレ 1980 鹿毛                                        | 母の母ヒカルオーバー 1974 鹿毛                                   | *セダン Sedan                                                    | Prince Bio          | Prince Bio       |
| 母 ヒカリホマレ 1980 鹿毛                                        | 母の母ヒカルオーバー 1974 鹿毛                                   | *セダン Sedan                                                    | Staffa              |                  |
| 母 ヒカリホマレ 1980 鹿毛                                        | 母の母ヒカルオーバー 1974 鹿毛                                   | ホマレタカイ                                                     | ハクリヨウ          | ハクリヨウ       |
| 母 ヒカリホマレ 1980 鹿毛                                        | 母の母ヒカルオーバー 1974 鹿毛                                   | ホマレタカイ                                                     | シマノオー F-No.5-h |                  |

曾祖母ホマレタカイの仔にヒカルタカイ（南関東三冠、天皇賞・春、宝塚記念）がいる。